# Domenico Serena
Domenico Serena (Arogno, 1650 circa – 1710 circa) è stato un ingegnere svizzero-italiano.
Fu per gran parte della sua vita assistente di Gaspare Beretta, ingegnere maggiore di Lombardia, che seguì in gran parte del nord Italia. Fu attivo nel 1674 a Novara, a Valenza Po in diverse occasioni, a Finale Ligure nel 1677, ad Alessandria nel 1681 e dal 1688 al 1689, a Serravalle Scrivia nel 1682, a Domodossola nel 1686 e nel 1692, a Tortona nel 1687 e nel 1693, al Castello Sforzesco di Milano nel 1687, nel Savonese nel biennio 1682 - 1683.